# 圣但尼新城
圣但尼新城（法語：Villeneuve-Saint-Denis，法語發音：[vilnœv sɛ̃ dəni] ⓘ）是法国塞纳-马恩省的一个市镇，位于该省西北部，属于普罗万区。

## 地理
圣但尼新城（48°48'56"N, 2°47'35"E）面积7.4 平方千米，位于法国法蘭西島大區塞纳-马恩省，该省份为法国北部内陆省份，北起瓦兹省，西接埃松省、马恩河谷省、塞纳-圣但尼省和瓦兹河谷省，南至卢瓦雷省，东南接约讷省，东临马恩省和奥布省，东北接埃纳省。
与圣但尼新城接壤的市镇（或旧市镇、城区）包括：巴伊-罗曼维利耶、法维耶尔、若西尼、布里地区讷夫穆捷、塞里斯、孔特新城。
圣但尼新城的时区为UTC+01:00、UTC+02:00（夏令时）。

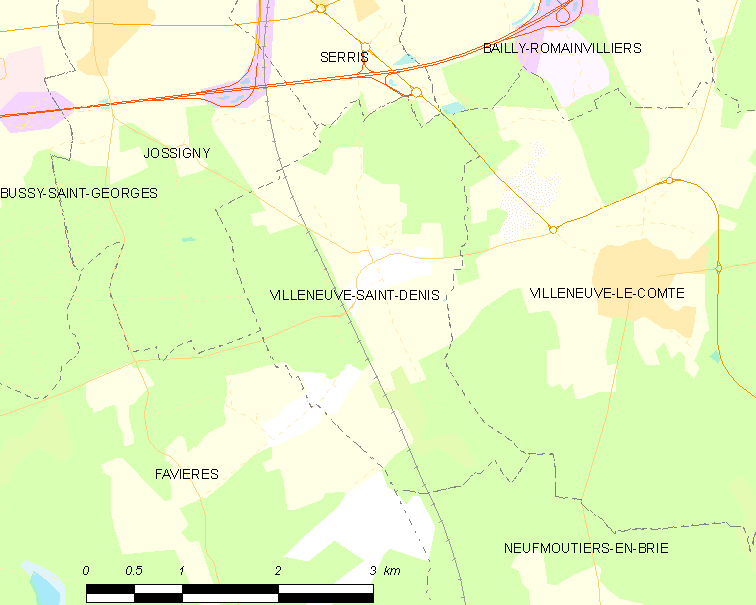
圣但尼新城的OSM定位图

## 行政
圣但尼新城的邮政编码为77174，INSEE市镇编码为77510。自2018年1月1日起，圣但尼新城划入欧洲谷城市公共社区。

## 政治
圣但尼新城所属的省级选区为奥祖瓦尔-拉费里耶尔县。现任圣但尼新城市长为佩姬·法里西安（Peggy Pharisien）女士，任期为2020-2026年。

## 交通
塞纳-马恩省省道D21线、D96线和D231线经过新城圣但尼境内。马恩拉瓦莱城市公共交通下属的32路公交经过境内。

## 人口

1962-2008年间圣但尼新城人口变化图示

圣但尼新城于2022年1月1日时的人口数量为1383人。